# إنتاج (لغة)
الإنتاج لغة هو للبهائم بمنزلة الحمل والوضع للبشر. يقال أنتجت البهيمة إذ حملت وأنتجت (على المجهول) إذا وضعت. حتى قيل أنتج الشيء من الشيء أي ولده وأخرجه منه.
الإنتاج في اللغة هو احتمال صوغ ألفاظ مختلفة باستعمال قاعدة لغوية واحدة. فالقاعدة التي صيغ بها اللفظ، كالنسب مثلا، أو الصيغة التي صيغ بها، كياء النسب مثلا، تسمى منتجة (بكسر التاء)؛ وخلافها العقيمة.
مثلا المصدر الصناعي اشتقاق منتج في اللغة اللعربية، فلا يتطلب سوى زيادة ياء للنسب وهاء إلى آخر الكلمة. والمصدر الميمي أقل إنتاجا منه لأنه قد يلتبس باسم الفاعل واسم المفعول واسمي الزمان والمكان في أحوال معينة. أما صيغة المبالغة بالواو والتاء، كمثل ملكوت وجبروت، فليس لها استعمال في غير المعربات فيجوز أن تسمى عقيمة.